# Епархия Палмариса
Епархия Палмариса (лат. Dioecesis Palmopolitana) — епархия Римско-Католической церкви с центром в городе Палмарис, Бразилия. Епархия Палмариса входит в митрополию Олинды-и-Ресифи. Кафедральным собором епархии Палмариса является церковь Пресвятой Девы Марии.  

## История
13 января 1962 года Римский папа Иоанн XXIII издал буллу «Peramplas Ecclesias», которой учредил епархию Палмариса, выделив её из apxиепархии Олинды-и-Ресифи и епархии Гараньюнса.

## Ординарии епархии
- епископ Acácio Rodrigues Alves (1962—2000)
- епископ Genival Saraiva de França (2000 — 19.03.2014)
- епископ Henrique Soares da Costa (с 19.03.2014)

## Источник
- Annuario Pontificio, Ватикан, 2007